# 奥日达耶夫斯卡亚河
奥日达耶夫斯卡亚河（俄語：Река Ожидаевская）又稱中野川（日语：／），是俄羅斯萨哈林州霍尔姆斯克区的河流，长20公里，流域面积121平方公里，由西向东流，注入季奥布特河。

## 引用
1. ↑  М·Г·瓦西科夫斯基. . 列宁格勒: 气象出版社. 1973 （俄语）.
2. ↑  . 国家水登记处.   [2024-01-02]. （原始内容存档于2024-01-02） （俄语）.